# Ꜫ
Cette page contient des caractères spéciaux ou non latins. S’ils s’affichent mal (▯, ?, etc.), consultez la page d’aide Unicode.
Tresillo (Ꜫ en majuscule, ꜫ en minuscule) est une lettre latine utilisée dans certains manuscripts maya kʼicheʼ du XVIe et a été inventée par des missionnaires jésuites au Guatemala. Elle représente la consonne occlusive uvulaire sourde glottalisée /q’/.

## Représentations informatiques
Le tresillo peut être représenté avec les caractères Unicode (latin étendu D) suivants :
| formes    | représentations | chaînes de caractères | points de code | descriptions                     |
| --------- | --------------- | --------------------- | -------------- | -------------------------------- |
| capitale  | Ꜫ               | Ꜫ                     | U+A72A         | lettre majuscule latine tresillo |
| minuscule | ꜫ               | ꜫ                     | U+A72B         | lettre minuscule latine tresillo |